# Sumber Bendo
Sumber Bendo is een bestuurslaag in het regentschap Bojonegoro van de provincie Oost-Java, Indonesië. Sumber Bendo telt 2057 inwoners (volkstelling 2010).